# ㅃ
ㅃは、ハングルを構成する子音字母のひとつ。ㅂを重ねて作った合成字母。サンビウプ（쌍비읍、二つのビウプ、韓国）もしくはトェンビウプ（된비읍、硬いビウプ、北朝鮮）。硬音を表す。字体によっては二つのㅂが隙間なく接触した形（"田"の一番上の線が無い形）になる。
『訓民正音』当時の濃音も含めた場合の配列順は、最初の「ㄱ」から10番目であった。

## 音声
唇を閉じて閉鎖を作り、一旦、空気の流れを完全に塞いだ後、一気に開放して発声する破裂によって出す両唇破裂音の一種。朝鮮語の破裂音は帯気するかそうでないか、喉頭緊張（テンス）を伴うかそうでないかによって三系統が存在する。この字母は喉頭緊張を伴う破裂音（硬音）を表しており、音素記号は/p'/などで表される。
初声では無声両唇破裂音の硬音[p']で発音される*。
現代朝鮮語では、実際上、終声にこの字母を用いる単語がないため、終声に置かれることはない。ただし、歴史的な終声ㅃの用例は次のようなものがある。
- 1922年の金枓奉の「깁더 조선말본」には、「자ퟦ」の用例が見える。
- 1941年の権寧達の「朝鮮語文正体」には、「쁘ퟦ」の用例が見える。
- 北朝鮮の1948年の朝鮮語新綴字法では、ㅃの名称はㅃを直接「-ㅣ으-」の語形に当てはめてㅃを無理やり終声に置いた「삐으ퟦ」[삐읍]とされたが、現在ではこの名称は用いられない。

なお訓民正音によれば全濁であるため、理論上、終声に用いれば「入声」となるとされていた。
*国際音声字母には硬音を表す記号がないためここでは便宜上「'」を用いて表記した。

## 訓民正音
訓民正音初声体系では唇音の全濁に分類されており、訓民正音の世宗序では「ㅂ唇音如彆字初發聲 竝書如歩字初發聲」と規定されている。『訓民正音解例』制字解に全清を並書すると全濁となるとある。ここでいう全濁は濁音（有声音）ではなく、当時においても硬音であったと推測されている。しかし、訓民正音以後、近代に至るまでㅃが硬音の表記に使われることは多くなく、もっぱら漢字音の濁音表記に使われた。また唇軽音として下にㅇを加えたㅹがある。
硬音を表記するものとして正式に採用されたのは、1933年の朝鮮語綴字法統一案からである。サンビウプという名称もこのときにつけられた。

## ラテン文字転写
文化観光部2000年式、マッキューン＝ライシャワー式共にppと表記される。

## 文字コード
| 名称                       | 用途   | コード | HTML実体参照コード | 表示 |
| HANGUL LETTER SSANGBIEUP   | 単体   | U+3143 | &#12611;           | ㅃ   |
| HANGUL CHOSEONG SSANGBIEUP | 初声用 | U+1108 | &#4360;            | ᄈ   |
|                            | 終声用 |        |                    |      |